# Le Grand Véfour
Le Grand Véfour est un restaurant gastronomique parisien, situé dans la galerie de Beaujolais du jardin du Palais-Royal.

## Histoire
Le restaurant est à ses débuts en 1784, dans les jardins parisiens du Palais-Royal, un café chic, à la mode, nommé le Café de Chartres. Sous la Révolution, Danton, Marat ou encore le duc d'Orléans ont compté parmi les clients, alors que Mademoiselle Montansier a son salon au premier étage. 
Le chef-cuisinier Laguipière sera le chef de cet établissement très connu du quartier du Palais-Royal, vers la fin du XVIIIe siècle. Laguipière créa une soupe de citrouille qui garda son nom. C'est à un trio de généraux, Murat, Bessière et Daumesnil, qu’il proposa cette soupe au potiron, qui acquit une réputation sous le nom de la soupe de Laguipière[réf. souhaitée]. 
En 1820, à l’initiative de son nouveau propriétaire, Jean Véfour (1784-1841), né à Saint-Just-en-Bas (Loire), le café devient un restaurant somptueux et le meilleur endroit gastronomique de Paris ; son nom est changé en Véfour. Pendant près d’un siècle, le restaurant est le rendez-vous du Tout-Paris politique et artistique. Bonaparte (une plaque indique la table qu'il occupait), Joséphine de Beauharnais, Mac Mahon, George Sand, Lamartine, Victor Hugo, et d'autres font partie de ses clients réguliers.
En 1914, inculpée pour l'assassinat de Gaston Calmette, Henriette Caillaux se fait livrer par Le Grand Véfour durant sa détention.
Avant avril 1922, c’est le lieu où se réunit avec un grand succès la goguette du Pot-au-Feu,.
Le 20 avril 1907, M. Baptista[Qui ?] cède son bail à M. Sakar, qui maintiendra le restaurant en activité jusqu'en 1940. Le 6 mai 1944, le bail est repris par Louis Vaudable, propriétaire du célèbre Maxim's, admiré du public gastronomique, qui décide de rattacher le Véfour au restaurant de la rue Royale et de lui donner toute la splendeur de chez Maxim’s.
Aidé de Colette de Jouvenel, la fille de l’écrivain Colette, Louis Vaudable ne néglige rien pour attirer sa clientèle. Les salles du Grand Véfour sont redécorées, le mobilier et la vaisselle reconstitués et la cuisine retrouve le luxe et le raffinement du temps de sa splendeur. Mais le succès ne revient pas.
En 1948, Vaudable vend le restaurant à Raymond Oliver, chef cuisinier, tout en restant associé. Le restaurant connaît alors à nouveau l’affluence des gens de lettres et des grands de ce monde. Jean Cocteau, Jean Marais, Sacha Guitry, Colette, André Malraux, Emmanuel Berl, Louis Aragon, Jean-Paul Sartre et Simone de Beauvoir font partie des clients fidèles,,.
En 1983, la famille Taittinger, via le groupe du Louvre, rachète Le Grand Véfour.
Le 9 décembre 1983, l'entrée, les deux salles du rez-de-chaussée avec leurs décors et plafonds peints, ainsi que deux panneaux peints remontés dans la salle de l'entresol, sont inscrits aux Monuments historiques.
Le 23 décembre 1983, le restaurant est touché par un attentat qui fait une dizaine de blessés, dont Maurice et Françoise Rudetzki. Choqués par cet événement, ceux-ci fondent ensuite l'association SOS Attentats.
En 2005, le groupe du Louvre est racheté par le groupe américain Starwood Capital, puis, en 2015, par Jinjiang International.
Depuis janvier 2011, le chef Guy Martin devient propriétaire du célèbre restaurant. En octobre 2013, il fait paraître le livre Le Grand Véfour aux éditions du Chêne.
Au printemps 2021, après le troisième confinement, le restaurant rouvre en proposant des plats aux prix plus abordables et en ajoutant une terrasse dans la galerie attenante (60 places) et dans une partie du jardin (40 places).

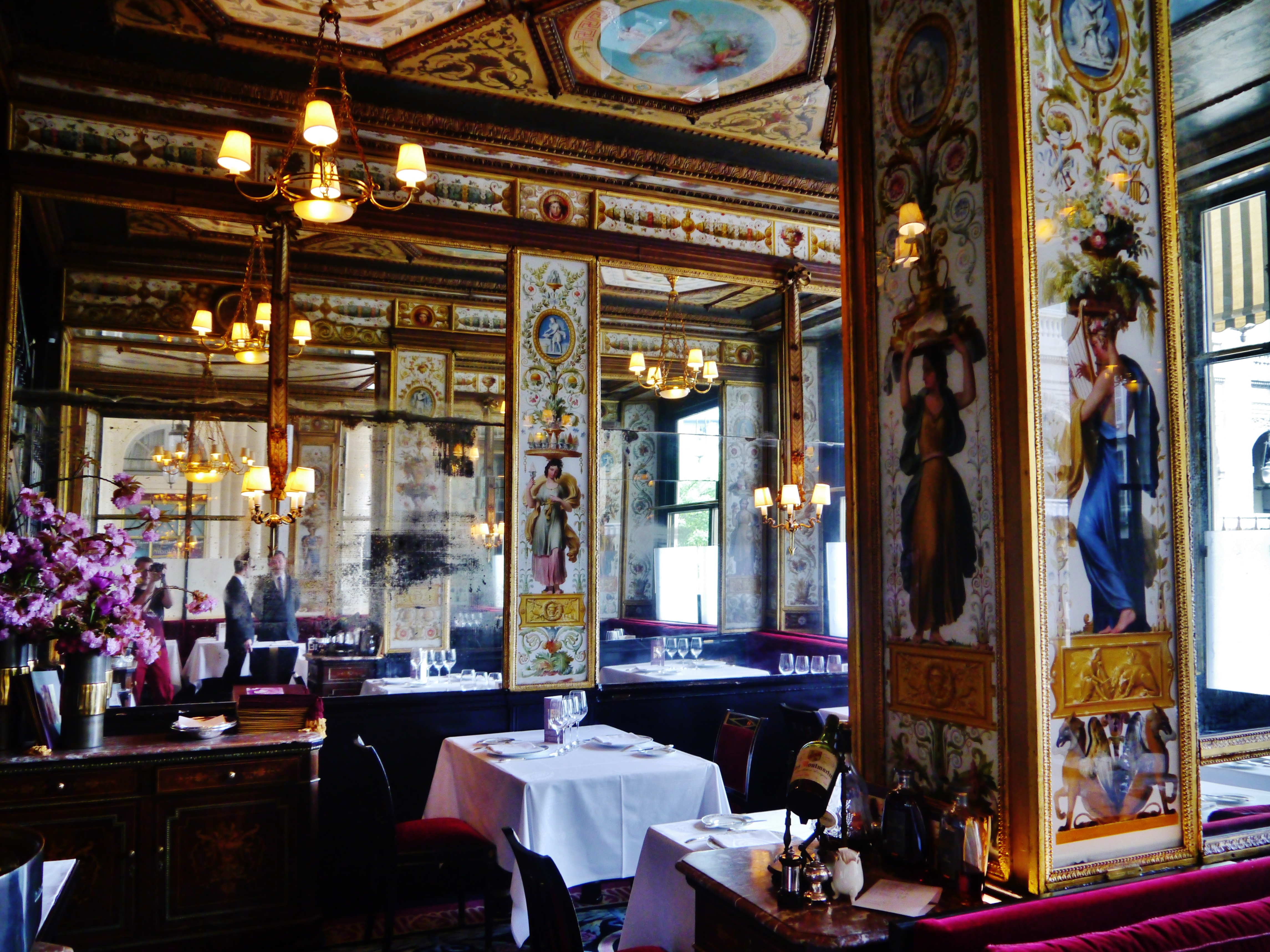
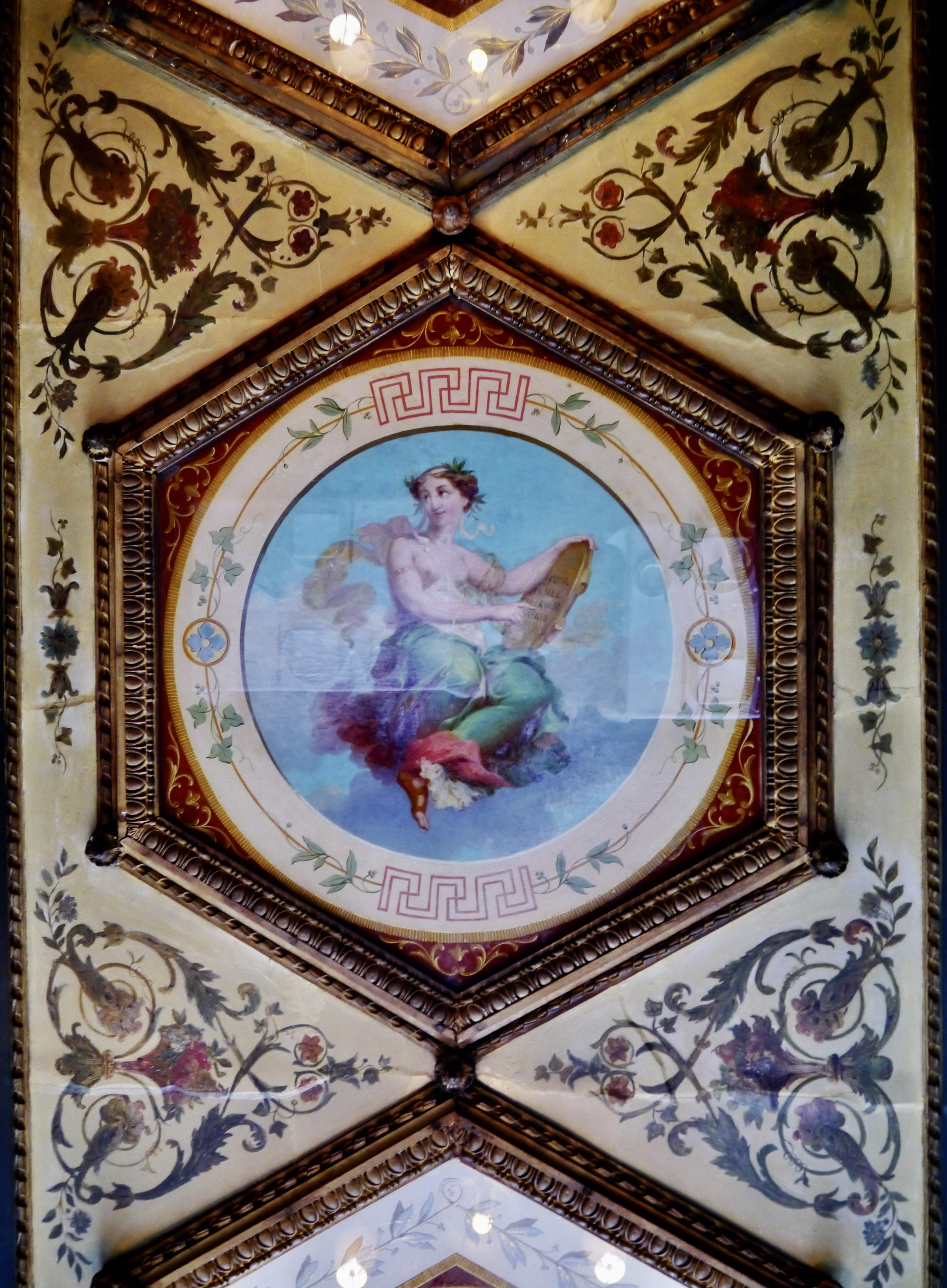
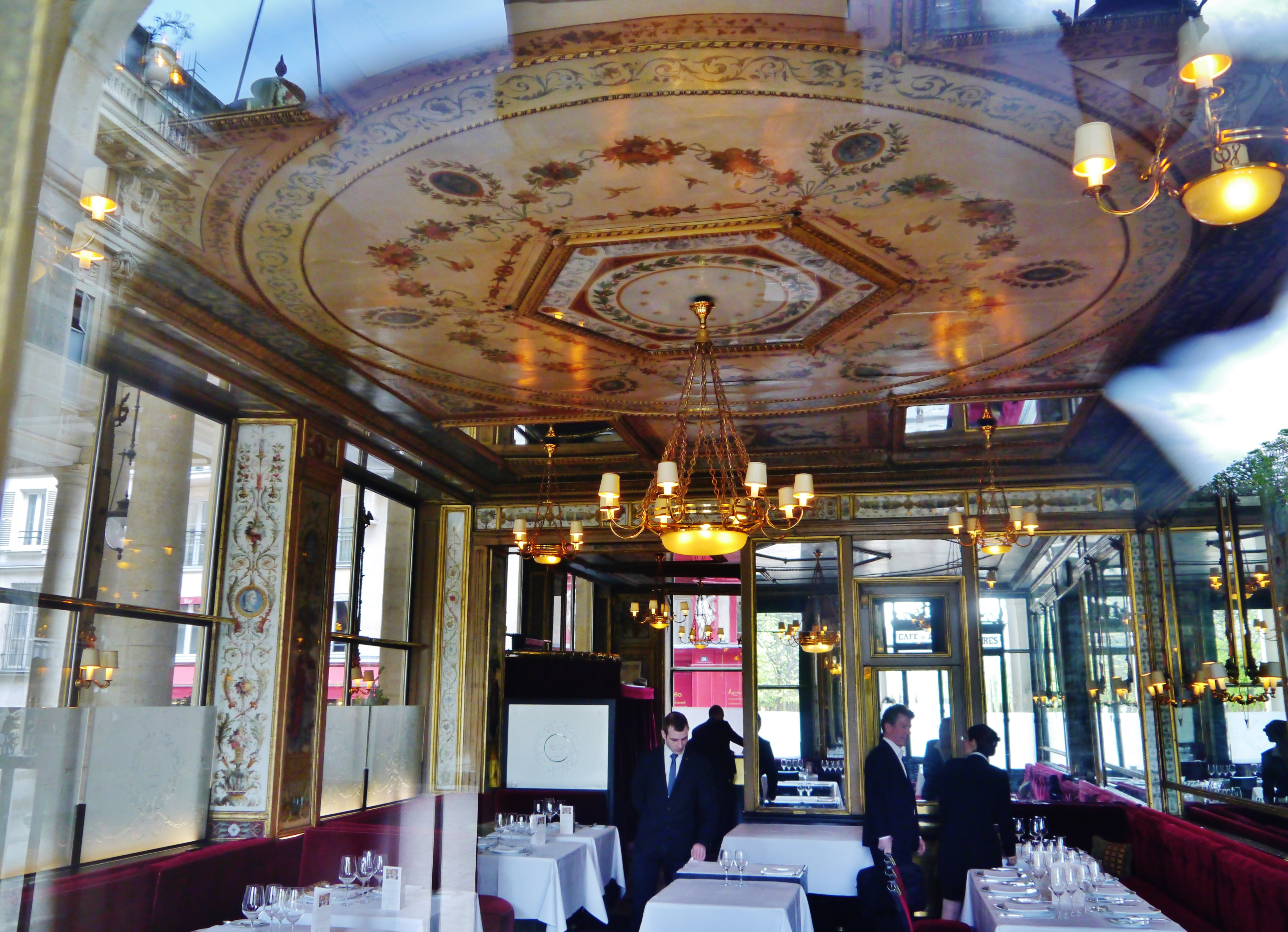

## Étoiles au guide Michelin
En 1953, Raymond Oliver obtient trois étoiles Michelin, qu’il gardera pendant trente ans. 
En mars 2000, Guy Martin obtient à nouveau la troisième étoile, que Le Grand Véfour conservera jusqu’en 2008, où il repasse à deux étoiles. En 2021, il les rend.